# Eulepidotis aglaura
Eulepidotis aglaura är en fjärilsart som beskrevs av Bar 1876. Eulepidotis aglaura ingår i släktet Eulepidotis och familjen nattflyn. Inga underarter finns listade i Catalogue of Life.